# Versus Sunrise
Versus Sunrise ist eine deutsche Deathcore-Band.

## Geschichte
Versus Sunrise wurde im Jahr 2003 im Hochsauerlandkreis, Nordrhein-Westfalen gegründet. Sie unterschrieben einen Plattenvertrag bei dem Label Yonah Records, auf dem im Jahr 2009 das Debütalbum The Pleasure and the Pain erschien. Produzent war Sebastian Levermann, der auch die Power-Metal-Band Orden Ogan betreut. Die Kritiken fielen durchschnittlich bis gut aus.

## Stil
Versus Sunrise spielen einen mit Metalcore-Einflüssen versehenen fast melodischen Deathcore, verzichten jedoch auf Pig Squeals. Vereinzelt werden Synthie-Klänge eingesetzt.

## Diskografie
- 2009: The Pleasure and the Pain (Album, Yonah Records)